# Brunner Glacier
Brunner Glacier är en glaciär i Antarktis. Den ligger i Västantarktis. Nya Zeeland gör anspråk på området. Brunner Glacier ligger 1 683 meter över havet.
Terrängen runt Brunner Glacier är varierad. Trakten är obefolkad. Det finns inga samhällen i närheten.